# Ferwerderadeel
Ferwerderadeel (vestfrisisk: Ferwerderadiel) er en kommune i provinsen Frisland i Nederlandene. Kommunens samlede areal udgør 133,18 km2 (hvoraf 35,53 km2 er vand) og indbyggertallet er på 8.970 indbyggere (2005).